# Judi Evans Luciano
Judi Evans Luciano (Montebello (Californië), 12 juli 1966) is een Amerikaanse actrice.
Haar eerste noemenswaardige rol had ze in 1983 beet toen ze begon in de soap Guiding Light waar ze Beth Raines speelde. Ze sleepte een Emmy Award in de wacht voor beste vrouwelijke bijrol en bleef tot 1986 bij de serie, naar eigen zeggen omdat de sfeer op de set gespannen was na haar Emmy en dat Evans alle aandacht opvroeg.
Haar volgende rol was die van Adrienne Johnson in Days of our Lives (van 1987-1991). De volgende 8 jaar speelde ze Paulina Cory Carlino in Another World. Nadat Another World stopte in 1999 besloot Evans een pauze in te lassen in haar acteercarrière en speelde het volgende jaar enkel in een paar televisiefilms. 
In 2003 keerde ze terug naar Days, maar niet in haar vorige rol maar als Bonnie Lockhart, ze bleef bij de serie tot 1 maart 2007. De makers van Days hadden de personages van Kayla Brady en Patch Johnson teruggehaald naar de serie en zo keerde ook Adrienne terug. Amper een maand na haar laatste optreden als Bonnie Lockhart kroop ze opnieuw in de rol van Adrienne, ze bleef tot januari 2008.